# Germanos II. Nauplios
Germanos II. Nauplios (mittelgriechisch Γερμανός Β΄ Ναύπλιος; † Juni 1240) war Patriarch von Konstantinopel im Exil in Nikaia (1223–1240).

## Leben
Germanos wurde in Anaplous, heute ein Stadtviertel von Beşiktaş, geboren. Er war Diakon in der Hagia Sophia in Konstantinopel. Nach der Eroberung von Konstantinopel durch die Kreuzfahrer 1204 ging er nach Achyraous in ein Kloster.
Am 4. Januar 1223 wurde er im Kaiserreich Nikaia als Patriarch von Konstantinopel eingesetzt. Germanos unterstützte Johannes III. Vatatzes in dessen Bemühen um die Wiederherstellung der Macht des byzantinischen Kaisers. Germanos kritisierte Bischöfe im Despotat Epirus für ihre Stellung in den politischen Machtkämpfen der Zeit. Demetrios Chomatenos hatte 1225/27 als Erzbischof von Ohrid die Krönung von Theodor Komnenos Doukas zum (Gegen-)Kaiser von Thessaloniki durchgeführt. Ab 1232 wurde Germanos von den Bischöfen von Epiros wieder als Oberhaupt anerkannt.
Germanos äußerte sich sehr kritisch zur Position der katholischen Kirche in Konstantinopel. 1232 ließ er durch eine Delegation von Franziskanern in Rom um eine Verständigung bitten und regte ein ökumenisches Konzil zur Wiederherstellung der Einheit der Kirchen an. 1234 erschien eine Delegation von Franziskanern und Dominikanern in Nikaia. Eine interkonfessionelle disputatio (März bis Mai 1234) in Nymphaion wurde nach dem byzantinisch-bulgarischen Angriff (1234–1236) auf die lateinische Herrschaft in Konstantinopel abgebrochen.
1235 erkannte Germanos das Patriarchat von Bulgarien an, das sich ihm unterstellt hatte. Die serbische Kirche wurde von ihm als autokephal (unabhängig) anerkannt.
Im Juni 1240 starb Germanos.